# Torrebruno
Rocco Walter Torrebruno Orgini, conocido como Torrebruno (Torino di Sangro, Abruzos, 28 de agosto de 1936-Madrid, 12 de junio de 1998), fue un showman, actor, cantante y presentador cómico italiano afincado en España. 

## Biografía
Nació en una familia acomodada. Trabajó como empleado de banca en su juventud, sin embargo era un apasionado de la música. Su debut tuvo lugar en un crucero por el Mediterráneo, cuando el capitán, sorprendido al oírlo cantar le ofreció trabajo en una sala de fiestas de su cuñado en Casablanca, adonde se dirigían. Allí un cazatalentos francés se lo llevó a París, donde llegó a actuar en el Moulin Rouge. En 1957 fue contratado por la RAI para presentar un programa musical. Poco después, en 1958, llegó a España con la intención de labrarse una carrera como cantante melódico. Ese mismo año participó en el Festival de la Canción Mediterránea. En 1962 se presentó al Festival de la Canción de San Remo.
Desde ese primer momento, comenzó a aparecer en diferentes programas de TVE, como Gran parada o Noche del sábado. Ya en esa primera etapa, TVE lo contrató para presentar Concertino (1962); un programa-concurso que trataba de identificar temas musicales de actualidad. A partir de ese momento se instalaría definitivamente en España. En 1965 estaba en el cénit de su popularidad y llegó a ser el presentador del concierto que dieron los Beatles en Madrid. Pero a partir de entonces su carrera como cantante melódico fue declinando y se fue centrando en las canciones infantiles.

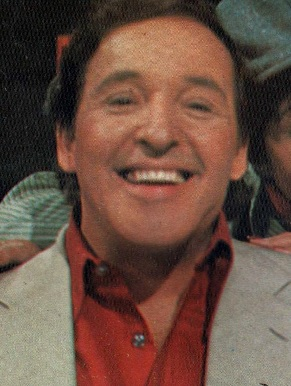
Torrebruno en 1978

Su consagración en la pequeña pantalla le llegó en los años 70 con sucesivos programas infantiles que le convirtieron en un auténtico fenómeno popular: Hoy también es fiesta (1970-1971); La guagua (1975), con Paula Gardoqui; El recreo (1977), con Juan Tamariz; Sabadabada (1980), con Mayra Gómez Kemp y Sonia Martínez y Hola chicos, (1984-1987), con María Luisa Seco.
Paralelamente hizo incursiones en el cine en películas como Rocky Carambola, que protagonizó en 1979.
Entre los niños que crecieron en las décadas de 1970 y 1980 sería recordado como un personaje extremadamente popular, autor de canciones que han quedado en la memoria de muchos, como Tigres y leones.
En 1990 se retiró del mundo del espectáculo, aunque en 1991 aún tuvo tiempo de hacer un último espacio, esta vez en TVE Canarias, el cual llevaría el nombre de El show canario de Torrebruno. Igualmente, aparecería como secundario en películas como Orquesta Club Virginia, Todos a la cárcel o Los peores años de nuestra vida.
Falleció el 12 de junio de 1998 en Madrid, en la clínica Nuestra Señora de América, en la que había ingresado unos días antes víctima de una afección cardiaca que sufría desde hacía años. Soltero y sin hijos, en 1990 ya había pasado por el quirófano a causa de esta dolencia de corazón,  razón por la que desde entonces vivía casi retirado de su profesión en los escenarios.

## Trabajos destacados en televisión
- Concertino (1962).
- Hoy también es fiesta (1970-1971).
- Las supersabias (1972).
- Tarde para todos (1972-1973).
- La guagua (1975-1977) como el Jefe Capuchetto.
- El recreo (1977-1978).
- La locomotora (1979) como Rocky Vaporetto.
- 003 y medio (1979-1980) como Rocky Chaparro.
- Sabadabada (1980).
- Dabadabada (1982).
- Hola chicos (1984-1987).
- La mujer de tu vida, ep. 'La mujer vacía' (1994).

## Filmografía como actor[2]
- 1962: Horizontes de luz.
- 1963: Esa pícara pelirroja.
- 1963: Cuatro bodas y pico.
- 1970: Coqueluche.
- 1971: La casa de los Martínez.
- 1973: Las estrellas están verdes.
- 1979: Rocky Carambola.
- 1992: Orquesta Club Virginia.
- 1993: Todos a la cárcel.
- 1994: Los peores años de nuestra vida.

## Discografía

### EP
- 1959: Buenas noches mi amor/La pioggia cadrà/Daiana/Tequila (Compagnia Generale del Disco (CGD), E6055)
- 1959: Se tu vai a Rio/Potessi rivivere la vita/Addio Maria/Chi è? (CGD, E6071)
- 1959: Si vas a Río (Hispavox, HG 77-10)
- 1959: Torrebruno Y Su Guitarra	(CGD, Hispavox, HG 77-08)
- 1959: Torrebruno Con Greg Segura Y Su Orquesta - Chao, Chao, Bambina "Piove"/Julia/Yo soy el viento/Yo (Hispavox, HG 77-09)
- 1959: Canta los éxitos del I Festival de la Canción Mediteránea (Hispavox, HG 77-12) [3]
- 1960: Tom Pillibi/Un Attimo Infinito/Thea/Piangi Cow-Boy (Hispavox, HG 77-17)
- 1960: Gran Premio Eurovisione 1960 (CGD, ECGD 64)
- 1961: 24.000 Baci (Hispavox, HX 007-21)
- 1962: Caterina/Estoy enamorado/Querido Pinocho/Te quiero sólo a ti (Hispavox, HG 77-23)
- 1963: Gran Festival de Madrid (CGD, Hispavox, HG 77-26)
- 1963: Tango twist/Infinito amor/Rogaré/Josefina (Hispavox, HG 77-25)
- 1963: XIII Festival de San Remo (CGD, Hispavox, HG 77-24)
- 1964: Welcome to Spain (Belter, 51.446)
- 1964: Sanremo 1965 (Belter, 51.482)
- 1964: Torrebruno en concertino (Belter, 51.327)
- 1964: No, no me casaré/Ti rivedro/Rosa Maria/Te llamo corazón (Belter, 51.433)
- 1964: Amor perdóname (Belter, 51.462)
- 1964: Concertino en San Remo (Belter, 51.342)
- 1966: Aline/Mundo de mentiras/En casa de Irene/La suegra ye yé (Belter, 51.613)
- 1966: María José (Belter, 51.672)
- 1967: A Quien (Sonoplay, SBP 10.066)
- 1986: Torrebruno con sus éxitos de T.V. 86-87 (Perfil, SN-45006)

### 45 RPM
- ?: Kitty (Luxus, SAM.I./4003)
- ?: Lettre a Pinocchio/Ciao ciao mio amor (Luxus, SAM.I./4004)
- ?: Hallò campione (Luxus, SAM.I./4002)
- ?: Don Paquito/¡Voy contigo! (no, tú no)  (Disc'Az, SG 69)
- ?: Il cielo la Luna e tu (Luxus, SAM. I./ 4008)
- ?: Al Di La' (Luxus, SAM. I./4028)
- ?: Pazo (Luxus, SAM. I./4007)
- ?: Canta los éxitos de Dabadabada (DB Belter, 1-10-330)
- ?: L'Uomo Del Mare (CGD, N 9207)
- ?: Que lo pases bien/Teresa (Sonoplay, SN-20.114)
- ?: Ciao Ciao Mio Amor (Luxus, SAM. I/4005)
- 1955: Torre Bruno acompagnée par Jerry Mengo et son orchestre - Calypso Italiano (Ducretet Thomson, 460 V 355)
- 1958: Giulietta e Romeo/Sincerità (CGD, ND 9047)
- 1958: Mandulino do Texas/Vurria (CGD, ND 9049)
- 1958: Nun fa' cchiù 'a francese/Turna a vuca' (CGD, N 9050)
- 1958: La pioggia cadrà/Buenas noches mi amor (CGD, N 9062)
- 1958: Tequila/Buenas noches mi amor (CGD, N 9078)
- 1959: Torrebruno con Franco Pisano, su orquesta y coro - Buenas noches mi amor (Hispavox, CGD, HG 77-03)
- 1959: Chi è?/Addio Maria (CGD, N 9105)
- 1959: A Tahiti/Patricia (CGD, N 9106)
- 1959: Potessi rivivere la vita/Se tu vai a Rio (CGD, N 9124)
- 1960: Resistimi/Good-bye my love (CGD, N 9171)
- 1960: Hallo campione/Tornerò tornerò tornerò (Luxus, SAM 4001)
- 1960: Kitty/So Allein , Schone Frau, So Allein? (Luxus, SAM 4003)
- 1960: Strade Di Toledo/Good-bye my love (CGD, N 9204)
- 1961: Ciao ciao mio amore/Il cielo, la luna e tu (Luxus, SAM 4005)
- 1961: Kitty/Cinzia (Luxus, SAM 4006)
- 1961: Pazzo/Lettera a Pinocchio (Luxus, SAM 4007)
- 1961: Viento/Kitty (Luxus, SAM 4033)
- 1961: Vola vola Gagarin/Gelosia (Luxus, SAM 4034)
- 1962: Viento/Faccia Di Pagliaccio (Acquario, AN 306)
- 1962: Pesca tu che pesco anch'io/Gondolì gondolà (Acquario, AN 303), (participó en el festival de San Remo con la primera).
- 1964: Madrid/Domani sera (Jaguar, JG 70012)
- 1965: La Casa De Irene (Belter, 07-223)
- 1968: Es que estás enamorada (Sonoplay, SN 20.089)
- 1969: Mary Carmen (Movieplay, SN-20.249)
- 1970: El Show de Torrebruno en el Parque de Atracciones (Movieplay, SN - 20.423)
- 1973: Carisimo Pinocho/Querida Mamá (Diresa, DPP 031)
- 1973: Coconut (Movieplay, SN-20.765)
- 1977: Jefe Capucheto (Belter, 08.637)
- 1979: Rocky Carambola (canciones de la película) (Columbia, MO 1883)
- 1979: Yo quiero hacer pipí Papá (Columbia, MO 1880), sencillo de promoción

### LP
- 1965: Torrebruno con los hits De Europa (Musart, D 1206)
- 1965:  Torrebruno/Betty Curtis - Canta Torrebruno/Canta Betty Curtis (Vene Vox, CGD, BL - 302)
- 1977: El recreo (Impacto, EL-451)
- 1979: Rocky Carambola (Columbia, CPS 9621), BSO de la película.
- 1981: El Amigo De Los Niños Cantando Sus Éxitos de Televisión (Hispavox, S 50.013)
- 1986: Con sus éxitos de TV 86-87 (Perfil, LP.33.006), recopilación
- 2013: Sus éxitos en Hispavox (1959-1963) (Rama Lama Music, RO 54872), recopilación